# Championnat d'Europe masculin de volley-ball des moins de 19 ans 1997
Navigation
Espagne 1995 Pologne 1999
Le 2e championnat d'Europe de volley-ball masculin des moins de 19 ans s'est déroulé en 1997 à Púchov et Považská Bystrica (Slovaquie).

## Composition des groupes
| Poule 1                                    | Poule 2                                                    |
| ------------------------------------------ | ---------------------------------------------------------- |
| Site : Púchov Finlande Grèce Italie Russie | Site : Považská Bystrica France Pologne Slovaquie Tchéquie |

## Tour préliminaire

### Poule 1
| No | Équipe   | Points | Matches | Matches | Matches | Sets | Sets   | Sets  | Points | Points | Points |
| No | Équipe   | Points | joués   | gagnés  | perdus  | pour | contre | Ratio | pour   | contre | Ratio  |
| -- | -------- | ------ | ------- | ------- | ------- | ---- | ------ | ----- | ------ | ------ | ------ |
| 1  | Italie   | 6      | 3       | 3       | 0       | 9    | 2      | 4.500 | 156    | 106    | 1.472  |
| 2  | Grèce    | 5      | 3       | 2       | 1       | 6    | 4      | 1.500 | 108    | 118    | 0.915  |
| 3  | Finlande | 4      | 3       | 1       | 2       | 3    | 8      | 0.375 | 123    | 153    | 0.804  |
| 4  | Russie   | 3      | 3       | 0       | 3       | 5    | 9      | 0.556 | 174    | 184    | 0.946  |

### Poule 2
| No | Équipe    | Points | Matches | Matches | Matches | Sets | Sets   | Sets  | Points | Points | Points |
| No | Équipe    | Points | joués   | gagnés  | perdus  | pour | contre | Ratio | pour   | contre | Ratio  |
| -- | --------- | ------ | ------- | ------- | ------- | ---- | ------ | ----- | ------ | ------ | ------ |
| 1  | Pologne   | 6      | 3       | 3       | 0       | 9    | 1      | 9.000 | 142    | 101    | 1.406  |
| 2  | Tchéquie  | 5      | 3       | 2       | 1       | 6    | 3      | 2.000 | 119    | 102    | 1.167  |
| 3  | France    | 4      | 3       | 1       | 2       | 4    | 7      | 0.571 | 142    | 138    | 1.029  |
| 4  | Slovaquie | 3      | 3       | 0       | 3       | 1    | 9      | 0.111 | 87     | 149    | 0.584  |

## Tour final

### Classement 5-8
|  | Tour de classement                           | Tour de classement                           |          |   | 5e place                         | 5e place                         |
|  | Tour de classement                           | Tour de classement                           |          |   | 5e place                         | 5e place                         |
|  |                                              |                                              |          |   |                                  |                                  |
|  | Púchov, 29 mars (15:12 8:15 5:15 15:3 15:12) | Púchov, 29 mars (15:12 8:15 5:15 15:3 15:12) |          |   | Púchov, 30 mars (15:7 15:5 15:5) | Púchov, 30 mars (15:7 15:5 15:5) |
|  | Púchov, 29 mars (15:12 8:15 5:15 15:3 15:12) | Púchov, 29 mars (15:12 8:15 5:15 15:3 15:12) |          |   | Púchov, 30 mars (15:7 15:5 15:5) | Púchov, 30 mars (15:7 15:5 15:5) |
|  | France                                       | 3                                            |          |   | Púchov, 30 mars (15:7 15:5 15:5) | Púchov, 30 mars (15:7 15:5 15:5) |
|  | France                                       | 3                                            |          |   | Púchov, 30 mars (15:7 15:5 15:5) | Púchov, 30 mars (15:7 15:5 15:5) |
|  | Russie                                       | 2                                            |          |   | Púchov, 30 mars (15:7 15:5 15:5) | Púchov, 30 mars (15:7 15:5 15:5) |
|  | Russie                                       | 2                                            | France   | 3 |                                  |                                  |
|  | Púchov, 29 mars (15:12 15:6 12:15 15:5)      |                                              | France   | 3 |                                  |                                  |
|  |                                              | Slovaquie                                    | 0        |   |                                  |                                  |
|  | Slovaquie                                    | Slovaquie                                    | 0        | 3 |                                  |                                  |
|  | Slovaquie                                    |                                              |          | 3 |                                  |                                  |
|  | Finlande                                     | 1                                            |          |   |                                  |                                  |
|  | Finlande                                     | 1                                            | 7e place |   |                                  |                                  |
|  |                                              |                                              |          |   |                                  |                                  |
|  | Púchov, 30 mars (15:3 15:13 15:7)            |                                              |          |   |                                  |                                  |
|  |                                              |                                              |          |   |                                  |                                  |
|  | Russie                                       | 3                                            |          |   |                                  |                                  |
|  | Russie                                       | 3                                            |          |   |                                  |                                  |
|  | Finlande                                     | 0                                            |          |   |                                  |                                  |
|  | Finlande                                     | 0                                            |          |   |                                  |                                  |

### Classement 1-4
|  | Demi-finales                                 | Demi-finales                                 |                        |   | Finale                                         | Finale                                         |
|  | Demi-finales                                 | Demi-finales                                 |                        |   | Finale                                         | Finale                                         |
|  |                                              |                                              |                        |   |                                                |                                                |
|  | Púchov, 29 mars (8:15 15:7 15:6 10:15 15:12) | Púchov, 29 mars (8:15 15:7 15:6 10:15 15:12) |                        |   | Púchov, 30 mars (15:7 10:15 15:13 10:15 15:11) | Púchov, 30 mars (15:7 10:15 15:13 10:15 15:11) |
|  | Púchov, 29 mars (8:15 15:7 15:6 10:15 15:12) | Púchov, 29 mars (8:15 15:7 15:6 10:15 15:12) |                        |   | Púchov, 30 mars (15:7 10:15 15:13 10:15 15:11) | Púchov, 30 mars (15:7 10:15 15:13 10:15 15:11) |
|  | Grèce                                        | 3                                            |                        |   | Púchov, 30 mars (15:7 10:15 15:13 10:15 15:11) | Púchov, 30 mars (15:7 10:15 15:13 10:15 15:11) |
|  | Grèce                                        | 3                                            |                        |   | Púchov, 30 mars (15:7 10:15 15:13 10:15 15:11) | Púchov, 30 mars (15:7 10:15 15:13 10:15 15:11) |
|  | Pologne                                      | 2                                            |                        |   | Púchov, 30 mars (15:7 10:15 15:13 10:15 15:11) | Púchov, 30 mars (15:7 10:15 15:13 10:15 15:11) |
|  | Pologne                                      | 2                                            | Italie                 | 3 |                                                |                                                |
|  | Púchov, 29 mars (15:10 15:5 13:15 15:6)      |                                              | Italie                 | 3 |                                                |                                                |
|  |                                              | Grèce                                        | 2                      |   |                                                |                                                |
|  | Italie                                       | Grèce                                        | 2                      | 3 |                                                |                                                |
|  | Italie                                       |                                              |                        | 3 |                                                |                                                |
|  | Tchéquie                                     | 1                                            |                        |   |                                                |                                                |
|  | Tchéquie                                     | 1                                            | Match pour la 3e place |   |                                                |                                                |
|  |                                              |                                              |                        |   |                                                |                                                |
|  | Púchov, 30 mars (15:12 15:9 15:4)            |                                              |                        |   |                                                |                                                |
|  |                                              |                                              |                        |   |                                                |                                                |
|  | Pologne                                      | 3                                            |                        |   |                                                |                                                |
|  | Pologne                                      | 3                                            |                        |   |                                                |                                                |
|  | Tchéquie                                     | 0                                            |                        |   |                                                |                                                |
|  | Tchéquie                                     | 0                                            |                        |   |                                                |                                                |

## Classement final
| Place              | Équipe             |
| ------------------ | ------------------ |
| Médaille d'or      | Italie             |
| Médaille d'argent  | Grèce              |
| Médaille de bronze | Pologne            |
| 4                  | République tchèque |
| 5                  | France             |
| 6                  | Slovaquie          |
| 7                  | Russie             |
| 8                  | Finlande           |